# 2013 JX67
2013 JX67 est un objet transneptunien faisant partie des cubewanos.

## Caractéristiques
2013 JX67 mesure probablement environ 200 km de diamètre.